# Faculdades Kennedy
A Escola de Engenharia Kennedy, ex-Escola Superior de Agrimensura de Belo Horizonte, é uma instituição de ensino superior sediada no município de Belo Horizonte, no estado de Minas Gerais, Brasil. É a segunda Escola de Engenharia de Belo Horizonte.

## História
A década de sessenta foi um período de grandes transformações políticas e sociais. Em meio a esse cenário foi criada, em 1964, a Escola de Engenharia Civil Kennedy, inspirada no modelo da Escola de Engenharia Civil norte-americana. O seu nome constituiu numa homenagem ao grande Presidente Americano John Kennedy.
Ao longo desse período, a instituição se consolidou como umas das mais respeitadas do país, formando alguns dos mais conceituados e atuantes profissionais do setor.
Desde o ano de 2005 a Fundação Educacional Minas Gerais, mantenedora da Escola de Engenharia Kennedy, firmou uma parceria com a Associação Educativa do Brasil – SOEBRAS, tendo essa parceria dado um vigoroso alento e ampliado todas as atividades de ensino no campus, destacando-se, recentemente, entre várias, os Cursos de Engenharia de Minas e Engenharia de Produção e, outros, vindo a prestar inestimáveis serviços à sociedade e à comunidade de Belo Horizonte.

Atenta às constantes mudanças e demandas do mercado, a Escola de Engenharia Kennedy também aliou-se à Escola de Ciências Jurídicas Professor Alberto Deodato, oferecendo também o curso de Direito. Já em sua implantação, o curso recebeu, pelo Ministério da Educação (MEC), conceito A em todos os quesitos avaliados. 